# Albarracín
Albarracín este un orășel, reședința comarcăi Sierra de Albarracín, în provincia Teruel și comunitatea Aragon. Are o populație de 1.097 de locuitori (2009).
A avut importanță istorică în Evul Mediu ca capitală unui regat taifa.
1. ↑  Nomenclátor Geográfico de Municipios y Entidades de Población (20240402 edition)